# L'Imaginaire (film)
Pour plus de détails, voir Fiche technique et Distribution.
L'Imaginaire (屋根裏のラジャー, Yaneura no Rajā, litt. Rudger dans le grenier) est un film d'animation japonais réalisé par Yoshiyuki Momose, produit par le studio Ponoc et sorti en 2023,. Il s'agit d'une libre adaptation du livre illustré pour la jeunesse Amanda et les amis imaginaires, écrit par l'auteur britannique A. F. Harrold, illustré par Emily Gravett et paru en 2014. L'Imaginaire est le deuxième long métrage d'animation du studio Ponoc après Mary et la Fleur de la sorcière (2017).

## Synopsis
Le récit se déroule dans une ville sur la côte britannique. Amanda est une petite fille qui a une particularité : elle est la seule à pouvoir voir son ami imaginaire, Rudger, qui l'accompagne chaque jour dans les aventures merveilleuses qu'elle s'invente dans le grenier de la maison familiale. Cependant, Rudger est préoccupé, car il sait qu'au fil du temps, les humains oublient leur Imaginaire qui est alors voué à disparaître. Mais un jour, un certain M. Bunting, accompagné d'une jeune fille effrayante, se lance à la poursuite de Rudger et d'Amanda dans la réalité. En voulant prévenir sa mère du danger que court Rudger, Amanda est heurtée par une voiture. Rudger la voit emmenée par une ambulance et reste seul, persuadé qu'elle est morte.
Rudger rencontre alors d'autres Imaginaires et apprend leurs conditions de vie : quand leur enfant grandit ou meurt, ils sont oubliés et disparaissent. Le chat de gouttière aux yeux pers, Zinzan, a cependant trouvé un moyen de sauver les Imaginaires oubliés : les regrouper dans une bibliothèque, où l'imagination qui émane des livres leur permet de survivre confortablement. Durant le week-end, les Imaginaires de la bibliothèque vont enrichir l'imagination des enfants qui jouent, mais ils doivent rentrer à la bibliothèque avant le soir sans quoi ils disparaissent.
Mais Rudger refuse d'oublier Amanda, persuadé qu'elle est vivante. De plus, M. Bunting, qui chasse les Imaginaires pour les dévorer, est toujours sur leur piste. Rudger l'aperçoit et finit par convaincre l'aviatrice Emily, le chat Zinzan et Flocon l'hippopotame rose, de l'aider à retrouver Amanda et à vaincre M. Bunting.

## Fiche technique
Sauf indication contraire, les informations mentionnées dans cette section peuvent être confirmées par les bases de données cinématographiques IMDb et Allociné,  présentes dans la section « Liens externes ».
- Titre : L'Imaginaire
- Titre original : 屋根裏のラジャー (Yaneura no Rajā?)
- Scénario : Yoshiaki Nishimura, d'après Amanda et les amis imaginaires, écrit par A. F. Harrold, illustré par Emily Gravett
- Musique : Agehasprings et Kenji Tamai
- Photographie : Susumu Fukushi
- Animation : Ken'ichi Konishi
- Son :
- Montage : Toshihiko Kojima
- Production : 
  - Production déléguée : Nobuyuki Iinuma, Yoshiaki Nishimura et Satoshi Suzuki
  - Production internationale : Geoffrey Wexler
- Sociétés de production : Studio Ponoc
- Société de distribution : Netflix, Tōhō et Walt Disney Pictures
- Budget :
- Pays de production :  Japon
- Langue originale : japonais
- Format : couleur
- Genre : Animation
- Durée : 108 minutes
- Dates de sortie :
  - Japon : 15 décembre 2023[3]
  - France : 10 juin 2024 (Annecy)

## Distribution

### Voix originales
- Kokoro Terada : Rudger
- Rio Suzuki : Amanda Shuffleup
- Sakura Andō : Lizzie Shuffleup
- Riisa Naka : Emily
- Takayuki Yamada : Zinzan
- Atsuko Takahata : Grand-mère Downbeat
- Issei Ogata : M. Bunting
- Hana Sugisaki : Aurora
- Ikue Ōtani : Drone
- Akira Terao : Frigo
- Mitsuaki Kanuka : Flocon

### Voix françaises
- Emmylou Homs : Rudger
- Clara Quilichini : Amanda Shuffleup
- Barbara Delsol : Lizzie Shuffleup
- Lou Howard : Emily
- Volodia Serre : Zinzan
- Fanny Bloc : John
- Lionel Tua : M. Bunting
- Emmanuel Garijo : Flocon
- Camille Timmerman : Goldie

 Source et légende : version française (VF) sur RS Doublage et carton du doublage français sur Netflix.

## Conception du film
Le film est une libre adaptation du livre illustré pour la jeunesse The Imaginary, écrit par l'auteur britannique A. F. Harrold, illustré par Emily Gravett et paru en 2014. Le livre a été traduit par Isabelle Perrin en 2015 au Seuil sous le titre Amanda et les amis imaginaires. Yoshiaki Nishimura, également producteur du film, en écrit le scénario.
La musique du film est composée par Agehasprings et Kenji Tamai. La chanson du film, Nothing's Impossible, est interprétée par le duo américain A Great Big World avec la chanteuse américaine Rachel Platten.

## Accueil

### Distribution
sort au Japon fin 2023. Il est présenté en France au festival d'Annecy en juin 2024, puis diffusé à l'international sur Netflix le 5 juillet 2024,.

### Box office
L'Imaginaire sort en salles au Japon le 15 décembre 2023 et prend la 9e position du box-office le week-end de sa sortie. Il engrange 68 169 730 yens en trois jours.

### Accueil critique

#### En France
Dans le magazine Télérama, Cécile Mury apprécie « un film sensible, vrai régal d’animation et d’inventivité ».

#### Au Canada
Dans le quotidien Le Devoir, Sonia Sarfati salue un univers visuel « éblouissant » et une histoire qui, par certains aspects, « résonne, ici et là, d’échos provenant de celle, sans fin, qu’a écrite Michael Ende » ; elle regrette en revanche des messages « surexpliqués » et un scénario parfois labyrinthique qui risque de perdre les plus petits.

#### Au Royaume-Uni
The Guardian accorde au film une note de 4 étoiles sur 5 et l'estime « charmant, bien qu'un peu alambiqué » et « doté de dessins exquis »,. Screen Daily livre une critique très favorable du film dont il apprécie les graphismes exquis et très détaillés, l'histoire ainsi que l'univers qu'il rapproche par endroits des mondes kaléidoscopiques d'Inception de Christopher Nolan.